# Мартьянов, Николай Георгиевич
Николай Георгиевич (Егорович) Мартья́нов (1873 (по другим данным 1872)—1943, Карагандинская область) — русский архитектор, автор построек церковной и промышленной архитектуры.

## Биография
Окончил ремесленное училище, получил звание техника-строителя. Работал помощником архитектора Н. В. Розова. 
С 1906 года имел собственную частную архитектурную практику, строил жилые дома в Рогожской части Москвы, корпуса на заводах Гагенталя, Гантера, фабриках Петрова, братьев Гавриловых. Автор ряда старообрядческих храмов в Московской губернии. 
По информации внука архитектора, художника Г. А. Лемана, Мартьянов был репрессирован и отправлен в Карлаг, где скончался в 1943 году.

## Проекты и постройки
- 1907—1908 — колокольня церкви Покрова Пресвятой Богородицы, Верея, улица 1-я Советская, 15[3][4];
- 1908—1910 — Церковь Покрова Пресвятой Богородицы, Ржев, улица Калинина, 62[5];
- 1910 — Церковь Рождества Пресвятой Богородицы (строительство осуществлял И. Д. Боголепов), Коломна, Митяевская улица (не сохранилась);
- 1911—1912 — Храм Тихвинской иконы Божией Матери, Москва, Серпуховский Вал, 16/25;
- 1911—1912 — Собор Николая Чудотворца Свято-Никольской старообрядческой общины, Москва, Лефортовский переулок, 8, стр. 1[6];
- 1911—1914 — Церковь Николая Чудотворца, Устьяново[7];
- 1912—1915 — Собор Покрова Пресвятой Богородицы, Санкт-Петербург, Громовское кладбище (не сохранился)[8];
- 1914—1920 — Церковь Иконы Божией Матери Казанская, Сухиничи (руинирована)[9];
- 1915 — Церковь Троицы Живоначальной, Шувое (не сохранилась)[10];
- 1915 — доходный дом, Москва, Нижняя Радищевская улица, 12[1].

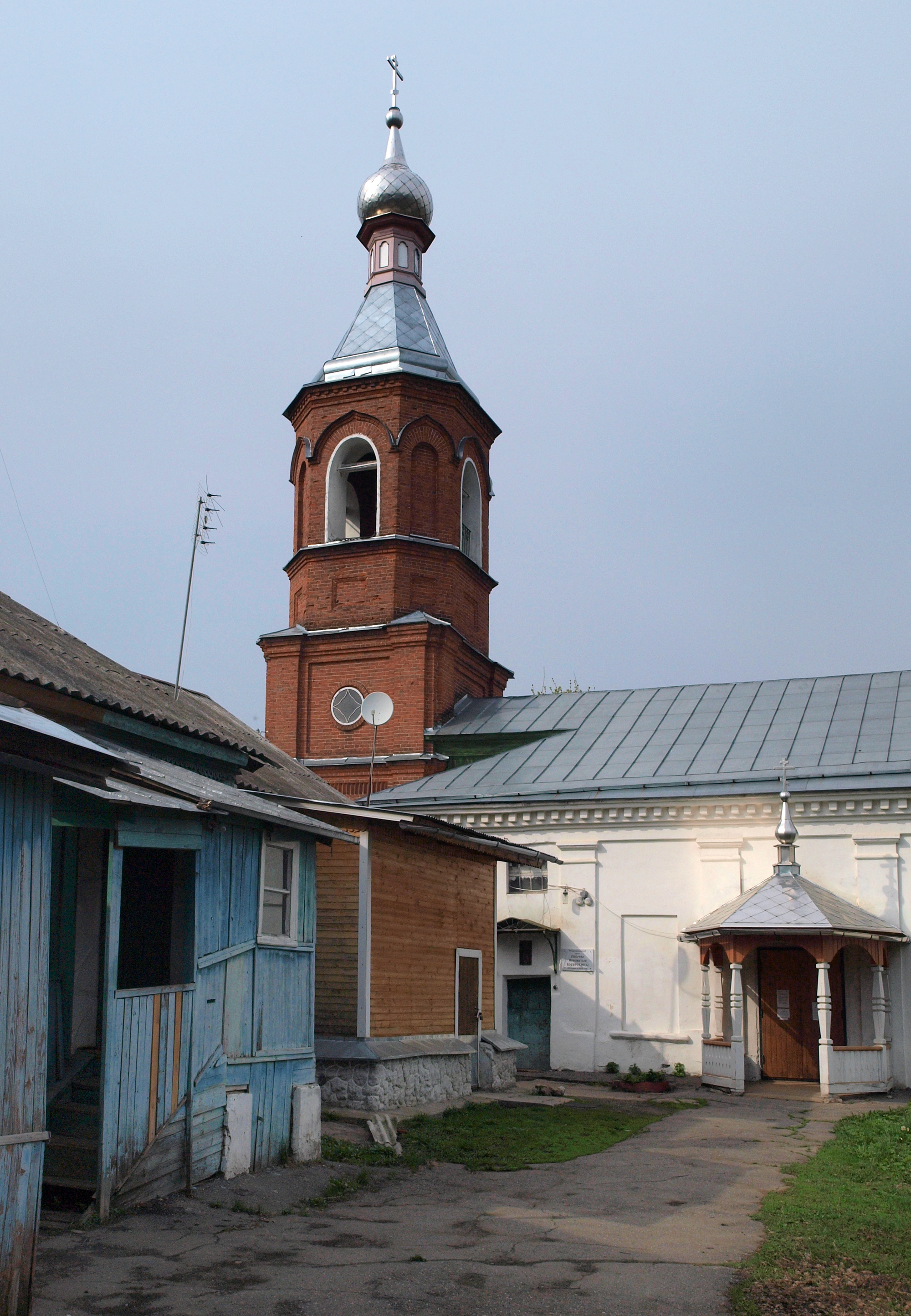
Колокольня церкви Покрова Пресвятой Богородицы в Верее
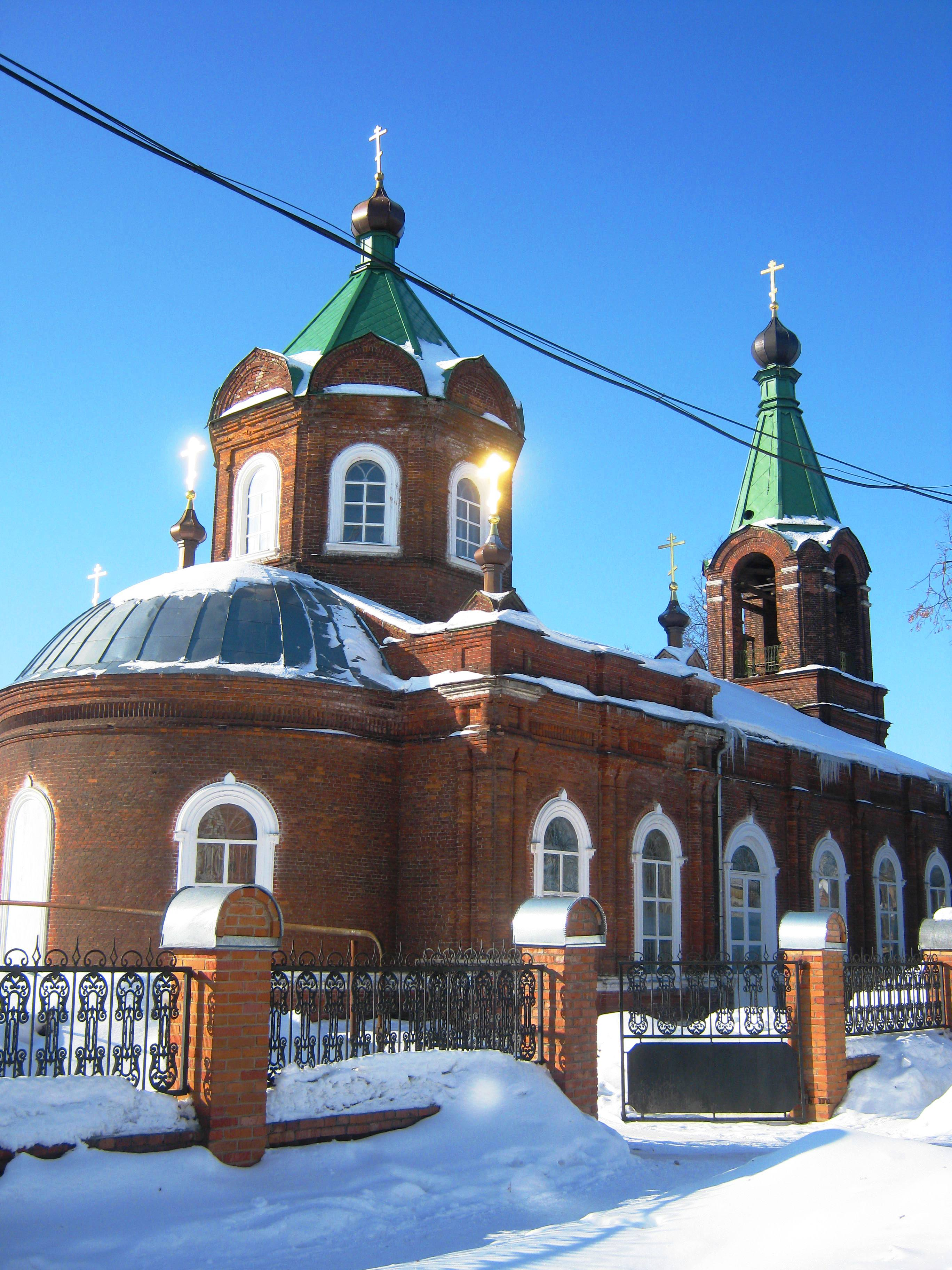
Церковь Покрова Пресвятой Богородицы в Ржеве
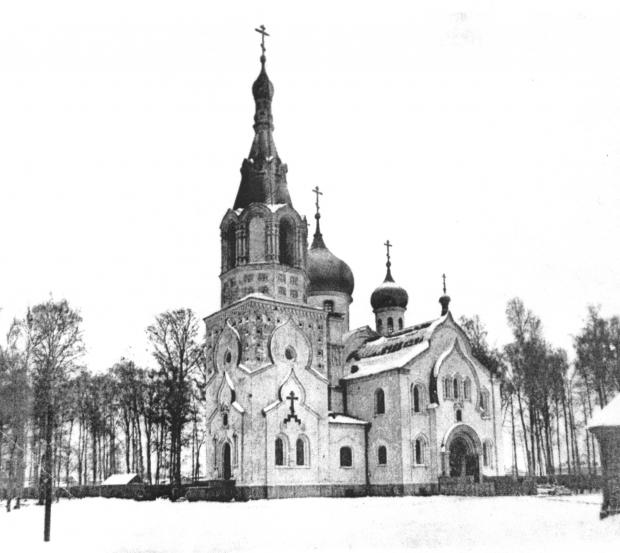
Собор Покрова Пресвятой Богородицы на Громовском кладбище
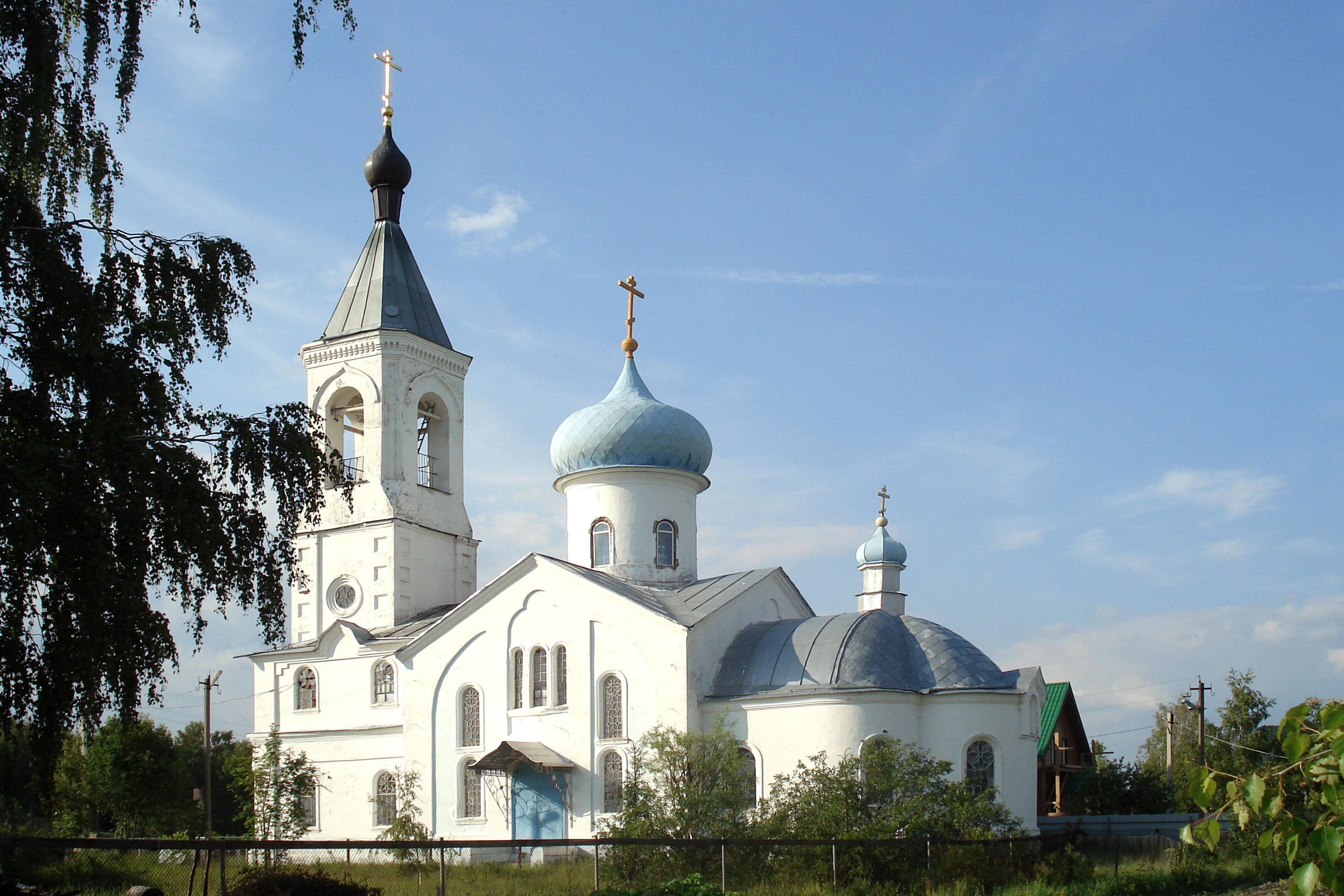
Церковь Николая Чудотворца в Устьянове